# Gategölen, Småland
Gategölen är en sjö i Uppvidinge kommun i Småland och ingår i Alsteråns huvudavrinningsområde. Sjöns area är 0,011 kvadratkilometer och den är belägen 270 meter över havet.